# Rifrazione delle onde marine

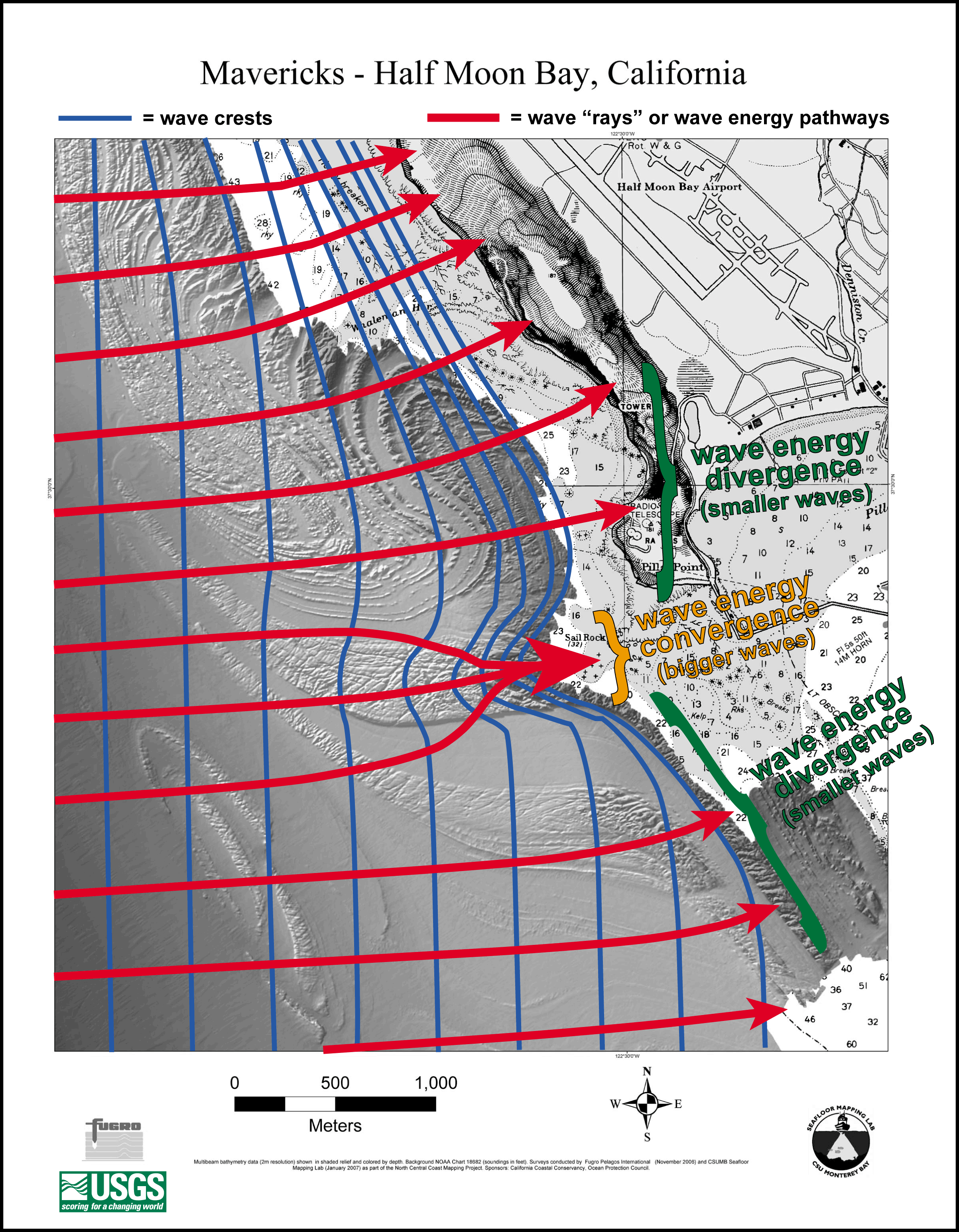
Rifrazione delle onde nella baia "Half Moon" in California

Per rifrazione della onde marine si intende il fenomeno di cambiamento di direzione del fronte delle onde causato dalle variazioni della loro velocità di propagazione. Da qualsiasi direzione provenga il moto ondoso, in corrispondenza di bassi fondali, il fenomeno della rifrazione tende a disporre l'allineamento delle creste delle onde parallelo alla linea della riva.
A mano a mano che avanzano le creste si deformano incontrando il fondale sempre più basso, nello stesso tempo le onde perdono velocità e aumentano di altezza.
Questo è la spiegazione dell'erosione dei promontori, in quanto l'energia delle onde per la rifrazione si concentra su di essi, e dell'accumulo di sabbia nelle baie, dove le onde si allargando riducendo la concentrazione di energia.

## Fonti
- The refraction of sea waves in shallow water, DOI:10.1017/S0022112056000111.